# Đội tuyển bóng đá quốc gia Hà Lan
Đội tuyển bóng đá quốc gia Hà Lan (tiếng Hà Lan: Het Nederlands Elftal) là đội tuyển đại diện cho Hà Lan trên bình diện quốc tế kể từ năm 1905. Đội tuyển quốc gia được kiểm soát bởi Hiệp hội bóng đá Hoàng gia Hà Lan (KNVB), cơ quan quản lý bóng đá ở Hà Lan, là một bộ phận của UEFA, và thuộc thẩm quyền của FIFA. Hầu hết các trận đấu trên sân nhà của Hà Lan đều diễn ra tại Johan Cruyff Arena và Stadion Feijenoord.
Đội được gọi một cách thông tục là Het Nederlands Elftal (The Dutch Eleven) hoặc Oranje, sau Ngôi nhà của Orange-Nassau và chiếc áo đấu màu cam đặc biệt của họ. Giống như chính quốc gia này, đội này đôi khi (cũng được gọi một cách thông tục) là Holland. Cổ động viên được biết đến với cái tên "Het Oranje Legioen" (The Orange Legion).
Dù chưa từng vô địch World Cup, Hà Lan được đánh giá là một trong những đội tuyển quốc gia xuất sắc nhất của bóng đá thế giới. Đội đã tham dự 11 kỳ FIFA World Cup, ba lần góp mặt trong các trận chung kết vào các năm 1974, 1978 và 2010, nhưng đều chỉ giành ngôi Á quân. Đội cũng đã góp mặt mười kỳ Euro và vô địch giải đấu năm 1988 diễn ra ở Tây Đức. Ngoài ra, đội đã giành được huy chương đồng tại Olympic vào các năm 1908, 1912 và 1920. Hà Lan có sự kình địch bóng đá lâu đời với các nước láng giềng Pháp, Bỉ và Đức, bên cạnh hai đối thủ Nam Mỹ Brasil và Argentina.

## Hình ảnh đội tuyển

### Trang phục và huy hiệu
Đội tuyển bóng đá quốc gia Hà Lan nổi tiếng thi đấu trong màu áo cam rực rỡ. Màu cam là màu quốc gia lịch sử của Hà Lan, có nguồn gốc từ một trong nhiều chức danh của nguyên thủ quốc gia, Thân vương xứ Oranje. Áo đấu sân khách hiện tại của Hà Lan có màu đen. Sư tử trên huy hiệu là linh vật quốc gia và hoàng gia Hà Lan và đã có trên huy hiệu từ năm 1907 khi họ giành chiến thắng 3-1 trước Bỉ.
Nike là nhà cung cấp bộ quần áo bóng đá của đội tuyển quốc gia, một khoản tài trợ bắt đầu từ năm 1996 và được ký hợp đồng tiếp tục cho đến ít nhất là năm 2026. Trước đó, đội được cung cấp bởi Adidas và Lotto.

#### Nhà cung cấp trang phục
| Nhà cung cấp | Giai đoạn | Ghi chú |
| ------------ | --------- | ------- |
| Umbro        | 1966–1974 |         |
| Adidas       | 1974–1990 |         |
| Lotto        | 1991–1996 |         |
| Nike         | 1996–nay  |         |

### Kình địch
Bắt nguồn sâu xa từ chuyện chống Đức do bị Đức chiếm đóng Hà Lan trong Thế chiến thứ hai, đối thủ truyền kiếp của Hà Lan là Đức. Bắt đầu từ năm 1974, khi người Hà Lan thua Tây Đức ở World Cup 1974 trong trận chung kết, sự kình địch giữa hai quốc gia đã trở thành một trong những trận đấu nổi tiếng nhất trong làng bóng đá quốc tế.
Ở một mức độ thấp hơn, Hà Lan duy trì sự cạnh tranh với quốc gia láng giềng khác của họ, Bỉ; Trận đấu giữa Bỉ và Hà Lan được gọi là trận derby Vùng nước thấp. Họ đã thi đấu 126 trận tính đến tháng 5 năm 2018 và cả hai thi đấu với nhau thường xuyên từ năm 1905 đến năm 1964. Điều này đã giảm bớt do sự trỗi dậy của bóng đá bán chuyên nghiệp.

### Truyền thông
Các trận đấu của đội tuyển bóng đá quốc gia Hà Lan được phát sóng trên Nederlandse Omroep Stichting bao gồm tất cả các trận giao hữu, vòng loại Nations League và World Cup . Hợp đồng mới nhất có thời hạn 4 năm cho đến năm 2022.

## Sân nhà

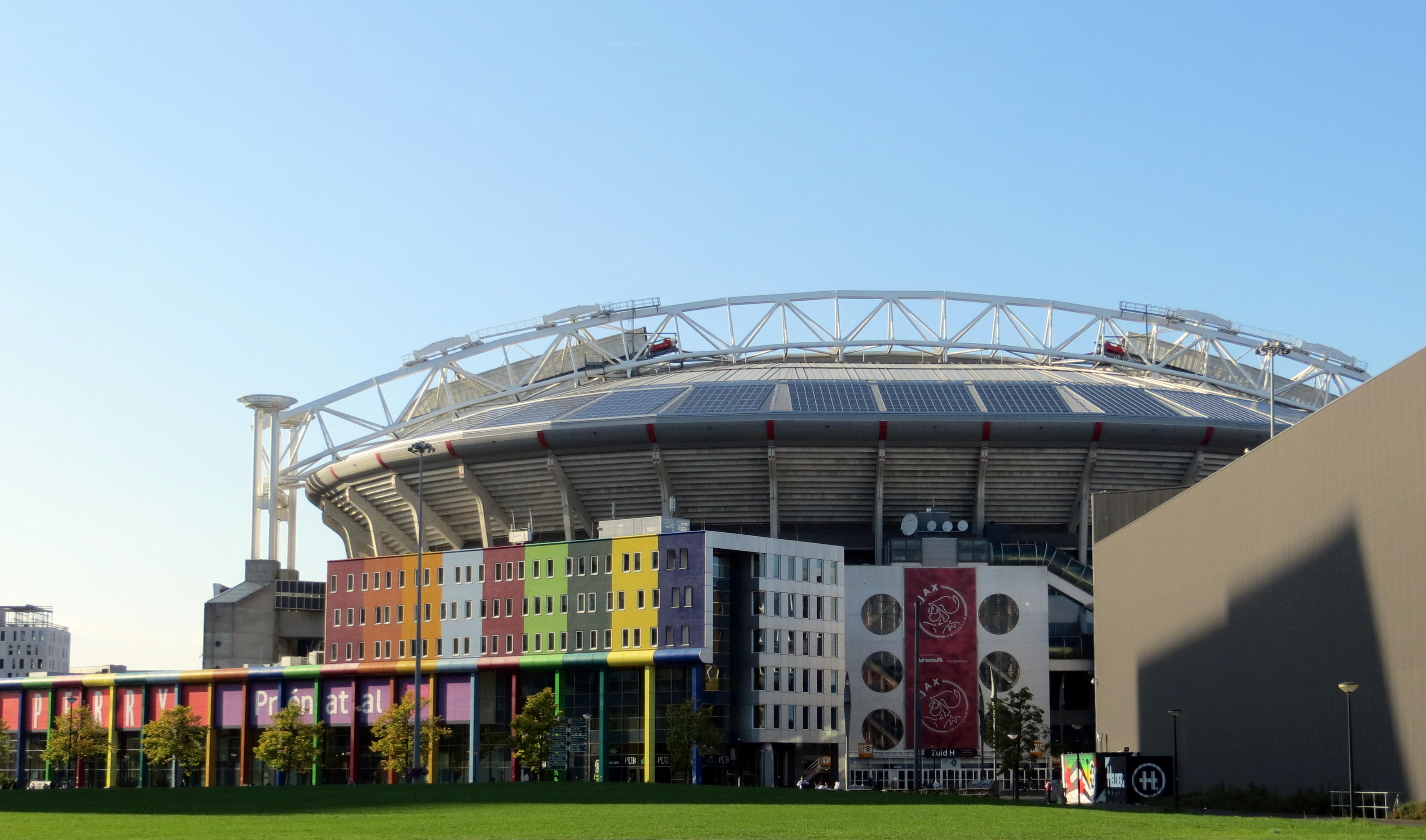
Hà Lan chơi hầu hết các trận đấu tại Johan Cruyff Arena.

Đội tuyển quốc gia Hà Lan không có sân vận động quốc gia mà chủ yếu thi đấu tại Sân vận động Johan Cruyff ở Amsterdam. Nó đã tổ chức trận đấu quốc tế đầu tiên của Hà Lan vào năm 1997, trận đấu vòng loại World Cup 1998 với San Marino mà Hà Lan đã thắng 4–0. Nó chính thức được gọi là Amsterdam Arena cho đến năm 2018 khi nó được đổi tên để tưởng nhớ Johan Cruyff.
Trong vài năm qua, De Kuip ở Rotterdam tổ chức các trận đấu thường xuyên hơn. Đôi khi, các trận đấu diễn ra tại Philips Stadion ở Eindhoven và De Grolsch Veste ở Enschede.

## Thành tích tại các giải đấu

### Giải vô địch bóng đá thế giới
| 1930      | Không tham dự            | Không tham dự            | Không tham dự            | Không tham dự            | Không tham dự            | Không tham dự            | Không tham dự            |               |               |
| 1934      | Vòng 1                   | 1                        | 0                        | 0                        | 1                        | 2                        | 3                        |               |               |
| 1938      | Vòng 1                   | 1                        | 0                        | 0                        | 1                        | 0                        | 3                        |               |               |
| 1950      | Không tham dự            | Không tham dự            | Không tham dự            | Không tham dự            | Không tham dự            | Không tham dự            | Không tham dự            |               |               |
| 1954      | Không tham dự            | Không tham dự            | Không tham dự            | Không tham dự            | Không tham dự            | Không tham dự            | Không tham dự            |               |               |
| 1958      | Không vượt qua vòng loại | Không vượt qua vòng loại | Không vượt qua vòng loại | Không vượt qua vòng loại | Không vượt qua vòng loại | Không vượt qua vòng loại | Không vượt qua vòng loại |               |               |
| 1962      | Không vượt qua vòng loại | Không vượt qua vòng loại | Không vượt qua vòng loại | Không vượt qua vòng loại | Không vượt qua vòng loại | Không vượt qua vòng loại | Không vượt qua vòng loại |               |               |
| 1966      | Không vượt qua vòng loại | Không vượt qua vòng loại | Không vượt qua vòng loại | Không vượt qua vòng loại | Không vượt qua vòng loại | Không vượt qua vòng loại | Không vượt qua vòng loại |               |               |
| 1970      | Không vượt qua vòng loại | Không vượt qua vòng loại | Không vượt qua vòng loại | Không vượt qua vòng loại | Không vượt qua vòng loại | Không vượt qua vòng loại | Không vượt qua vòng loại |               |               |
| 1974      | Á quân                   | 7                        | 5                        | 1                        | 1                        | 15                       | 3                        |               |               |
| 1978      | Á quân                   | 7                        | 3                        | 2                        | 2                        | 15                       | 10                       |               |               |
| 1982      | Không vượt qua vòng loại | Không vượt qua vòng loại | Không vượt qua vòng loại | Không vượt qua vòng loại | Không vượt qua vòng loại | Không vượt qua vòng loại | Không vượt qua vòng loại |               |               |
| 1986      | Không vượt qua vòng loại | Không vượt qua vòng loại | Không vượt qua vòng loại | Không vượt qua vòng loại | Không vượt qua vòng loại | Không vượt qua vòng loại | Không vượt qua vòng loại |               |               |
| 1990      | Vòng 2                   | 4                        | 0                        | 3                        | 1                        | 3                        | 4                        |               |               |
| 1994      | Tứ kết                   | 5                        | 3                        | 0                        | 2                        | 8                        | 6                        |               |               |
| 1998      | Hạng tư                  | 7                        | 3                        | 3                        | 1                        | 13                       | 7                        |               |               |
| 2002      | Không vượt qua vòng loại | Không vượt qua vòng loại | Không vượt qua vòng loại | Không vượt qua vòng loại | Không vượt qua vòng loại | Không vượt qua vòng loại | Không vượt qua vòng loại |               |               |
| 2006      | Vòng 2                   | 4                        | 2                        | 1                        | 1                        | 3                        | 2                        |               |               |
| 2010      | Á quân                   | 7                        | 6                        | 0                        | 1                        | 12                       | 6                        |               |               |
| 2014      | Hạng ba                  | 7                        | 5                        | 2                        | 0                        | 15                       | 4                        |               |               |
| 2018      | Không vượt qua vòng loại | Không vượt qua vòng loại | Không vượt qua vòng loại | Không vượt qua vòng loại | Không vượt qua vòng loại | Không vượt qua vòng loại | Không vượt qua vòng loại |               |               |
| 2022      | Tứ kết                   | 5                        | 3                        | 2                        | 0                        | 10                       | 4                        |               |               |
| 2026      | Chưa xác định            | Chưa xác định            | Chưa xác định            | Chưa xác định            | Chưa xác định            | Chưa xác định            | Chưa xác định            | Chưa xác định | Chưa xác định |
| 2030      | Chưa xác định            | Chưa xác định            | Chưa xác định            | Chưa xác định            | Chưa xác định            | Chưa xác định            | Chưa xác định            | Chưa xác định | Chưa xác định |
| 2034      | Chưa xác định            | Chưa xác định            | Chưa xác định            | Chưa xác định            | Chưa xác định            | Chưa xác định            | Chưa xác định            | Chưa xác định | Chưa xác định |
| Tổng cộng | 11/22 3 lần á quân       | 55                       | 30                       | 14                       | 11                       | 96                       | 52                       |               |               |

### Giải vô địch bóng đá châu Âu
| Năm       | Kết quả                  | St                       | T                        | H                        | B                        | Bt                       | Bb                       |
| --------- | ------------------------ | ------------------------ | ------------------------ | ------------------------ | ------------------------ | ------------------------ | ------------------------ |
| 1960      | Không tham dự            | Không tham dự            | Không tham dự            | Không tham dự            | Không tham dự            | Không tham dự            | Không tham dự            |
| 1964      | Không vượt qua vòng loại | Không vượt qua vòng loại | Không vượt qua vòng loại | Không vượt qua vòng loại | Không vượt qua vòng loại | Không vượt qua vòng loại | Không vượt qua vòng loại |
| 1968      | Không vượt qua vòng loại | Không vượt qua vòng loại | Không vượt qua vòng loại | Không vượt qua vòng loại | Không vượt qua vòng loại | Không vượt qua vòng loại | Không vượt qua vòng loại |
| 1972      | Không vượt qua vòng loại | Không vượt qua vòng loại | Không vượt qua vòng loại | Không vượt qua vòng loại | Không vượt qua vòng loại | Không vượt qua vòng loại | Không vượt qua vòng loại |
| 1976      | Hạng ba                  | 2                        | 0                        | 2                        | 0                        | 3                        | 3                        |
| 1980      | Vòng 1                   | 3                        | 1                        | 1                        | 1                        | 4                        | 2                        |
| 1984      | Không vượt qua vòng loại | Không vượt qua vòng loại | Không vượt qua vòng loại | Không vượt qua vòng loại | Không vượt qua vòng loại | Không vượt qua vòng loại | Không vượt qua vòng loại |
| 1988      | Vô địch                  | 5                        | 4                        | 0                        | 1                        | 8                        | 3                        |
| 1992      | Bán kết                  | 4                        | 2                        | 2                        | 0                        | 6                        | 3                        |
| 1996      | Tứ kết                   | 4                        | 1                        | 2                        | 1                        | 3                        | 4                        |
| 2000      | Bán kết                  | 5                        | 4                        | 0                        | 1                        | 13                       | 3                        |
| 2004      | Bán kết                  | 5                        | 1                        | 2                        | 2                        | 8                        | 5                        |
| 2008      | Tứ kết                   | 4                        | 3                        | 0                        | 1                        | 10                       | 4                        |
| 2012      | Vòng 1                   | 3                        | 0                        | 0                        | 3                        | 2                        | 5                        |
| 2016      | Không vượt qua vòng loại | Không vượt qua vòng loại | Không vượt qua vòng loại | Không vượt qua vòng loại | Không vượt qua vòng loại | Không vượt qua vòng loại | Không vượt qua vòng loại |
| 2020      | Vòng 2                   | 4                        | 3                        | 0                        | 1                        | 8                        | 4                        |
| 2024      | Bán kết                  | 6                        | 3                        | 1                        | 2                        | 10                       | 7                        |
| 2028      | Chưa xác định            | Chưa xác định            | Chưa xác định            | Chưa xác định            | Chưa xác định            | Chưa xác định            | Chưa xác định            |
| 2032      | Chưa xác định            | Chưa xác định            | Chưa xác định            | Chưa xác định            | Chưa xác định            | Chưa xác định            | Chưa xác định            |
| Tổng cộng | 11/17 1 lần vô địch      | 45                       | 23                       | 9                        | 13                       | 75                       | 48                       |

### UEFA Nations League
| Năm       | Nhóm đấu  | Thành tích   | Pos | Pld | W  | D | L | GF | GA |
| --------- | --------- | ------------ | --- | --- | -- | - | - | -- | -- |
| 2018–19   | A         | Á quân       | 2nd | 6   | 3  | 1 | 2 | 11 | 6  |
| 2020–21   | A         | Vòng bảng    | 6th | 6   | 3  | 2 | 1 | 7  | 4  |
| 2022–23   | A         | Hạng tư      | 4th | 8   | 5  | 1 | 2 | 18 | 13 |
| Tổng cộng | Tổng cộng | 1 lần á quân | 3/3 | 20  | 11 | 4 | 5 | 36 | 23 |

### Thế vận hội
- (Nội dung thi đấu dành cho cấp đội tuyển quốc gia cho đến kỳ Đại hội năm 1988)

| Năm       | Kết quả                  | St                       | T                        | H                        | B                        | Bt                       | Bb                       |
| --------- | ------------------------ | ------------------------ | ------------------------ | ------------------------ | ------------------------ | ------------------------ | ------------------------ |
| 1908      | Huy chương đồng          | 2                        | 1                        | 0                        | 1                        | 2                        | 4                        |
| 1912      | Huy chương đồng          | 4                        | 3                        | 0                        | 1                        | 17                       | 8                        |
| 1920      | Huy chương đồng          | 4                        | 2                        | 0                        | 2                        | 9                        | 10                       |
| 1924      | Hạng tư                  | 5                        | 2                        | 1                        | 2                        | 11                       | 7                        |
| 1928      | Vòng 1                   | 1                        | 0                        | 0                        | 1                        | 0                        | 2                        |
| 1936      | Không tham dự            | Không tham dự            | Không tham dự            | Không tham dự            | Không tham dự            | Không tham dự            | Không tham dự            |
| 1948      | Vòng 1                   | 2                        | 1                        | 0                        | 1                        | 6                        | 5                        |
| 1952      | Vòng sơ loại             | 1                        | 0                        | 0                        | 1                        | 1                        | 5                        |
| 1956      | Không tham dự            | Không tham dự            | Không tham dự            | Không tham dự            | Không tham dự            | Không tham dự            | Không tham dự            |
| 1960      | Không tham dự            | Không tham dự            | Không tham dự            | Không tham dự            | Không tham dự            | Không tham dự            | Không tham dự            |
| 1964      | Không tham dự            | Không tham dự            | Không tham dự            | Không tham dự            | Không tham dự            | Không tham dự            | Không tham dự            |
| 1968      | Không tham dự            | Không tham dự            | Không tham dự            | Không tham dự            | Không tham dự            | Không tham dự            | Không tham dự            |
| 1972      | Không tham dự            | Không tham dự            | Không tham dự            | Không tham dự            | Không tham dự            | Không tham dự            | Không tham dự            |
| 1976      | Không tham dự            | Không tham dự            | Không tham dự            | Không tham dự            | Không tham dự            | Không tham dự            | Không tham dự            |
| 1980      | Không tham dự            | Không tham dự            | Không tham dự            | Không tham dự            | Không tham dự            | Không tham dự            | Không tham dự            |
| 1984      | Không vượt qua vòng loại | Không vượt qua vòng loại | Không vượt qua vòng loại | Không vượt qua vòng loại | Không vượt qua vòng loại | Không vượt qua vòng loại | Không vượt qua vòng loại |
| 1988      | Không vượt qua vòng loại | Không vượt qua vòng loại | Không vượt qua vòng loại | Không vượt qua vòng loại | Không vượt qua vòng loại | Không vượt qua vòng loại | Không vượt qua vòng loại |
| Tổng cộng | 7/17 3 lần hạng ba       | 21                       | 9                        | 1                        | 9                        | 46                       | 41                       |

## Huấn luyện viên
| - Cees van Hasselt 1905–1908 - Edgar Chadwick 1908–1913 - Billy Hunter 1914 - Jack Reynolds 1919 - Fred Warburton 1919–1923 - Bob Glendenning 1923, 1925–1940 - Billy Townley 1924 - J.E. Bollington 1924 - Karel Kaufman 1946, 1949, 1954–1955 | - Jesse Carver 1947–1948 - Tom Sneddon 1948 - Jaap van der Leck 1949–1954 - Friedrich Donenfeld 1955, 1956–1957 - Max Merkel 1955–1956 - Heinrich Müller 1956 - George Hardwick 1957 - Elek Schwartz 1957–1964 - Denis Neville 1964–1966 | - Georg Keßler 1966–1970 - František Fadrhonc 1970–1974 - Rinus Michels 1974–1992 - George Knobel 1974–1976 - Jan Zwartkruis 1976–1977, 1978–1981 - Ernst Happel 1977–1978 - Kees Rijvers 1981–1984 - Leo Beenhakker 1985–1986, 1990 - Thijs Libregts 1988–1990 | - Dick Advocaat 1992–1994, 2002–2004, 2017 - Guus Hiddink 1994–1998, 2014–2015 - Frank Rijkaard 1998–2000 - Louis van Gaal 2000–2002, 2012–2014, 2021–2022 - Marco van Basten 2004–2008 - Bert van Marwijk 2008–2012 - Danny Blind 2015–2017 - Ronald Koeman 2018–2020 - Frank de Boer 2020–2021 - Louis Van Gaal 2021-2022 - Ronald Koeman 2023- |

## Lịch thi đấu

### 2024
| 22 tháng 3 Giao hữu | Hà Lan                                                     | 4–0      | Scotland | Amsterdam, Hà Lan                                                |  |
| 20:45 (UTC+1)       | - Reijnders 40' - Wijnaldum 72' - Weghorst 84' - Malen 86' | Chi tiết |          | Sân vận động: Johan Cruyff Arena Trọng tài: Erik Lambrechts (Bỉ) |  |

| 26 tháng 3 Giao hữu | Đức                              | 2–1 | Hà Lan       | Frankfurt, Đức                                                                  |  |
| 20:45 (UTC+1)       | - Mittelstädt 11' - Füllkrug 85' |     | - Veerman 4' | Sân vận động: Waldstadion Lượng khán giả: 48,390 Trọng tài: Espen Eskås (Na Uy) |  |

| 6 tháng 6 Giao hữu | Hà Lan                                                   | 4–0      | Canada | Rotterdam, Hà Lan                                    |  |
| 20:45 (UTC+1)      | - Depay 50' - Frimpong 57' - Weghorst 63' - Van Dijk 83' | Chi tiết |        | Sân vận động: De Kuip Trọng tài: Rohit Saggi (Na Uy) |  |

| 10 tháng 6 Giao hữu | Hà Lan                                                   | 4–0      | Iceland | Rotterdam, Hà Lan                                             |  |
| 20:45 (UTC+1)       | - Simons 23' - Van Dijk 49' - Malen 79' - Weghorst 90+3' | Chi tiết |         | Sân vận động: De Kuip Trọng tài: Evangelos Manouchos (Hy Lạp) |  |

| 16 tháng 6 Bảng D UEFA Euro 2024 | Ba Lan      | 1–2      | Hà Lan                     | Hamburg, Đức                                                                                    |  |
| 15:00 CEST (UTC+2)               | - Buksa 16' | Chi tiết | - Gakpo 29' - Weghorst 83' | Sân vận động: Volksparkstadion Lượng khán giả: 48,117 Trọng tài: Artur Soares Dias (Bồ Đào Nha) |  |

| 21 tháng 6 Bảng D UEFA Euro 2024 | Hà Lan | 0–0      | Pháp | Leipzig, Đức                                                                        |  |
| 21:00 CEST (UTC+2)               |        | Chi tiết |      | Sân vận động: Red Bull Arena Lượng khán giả: 38,531 Trọng tài: Anthony Taylor (Anh) |  |

| 25 tháng 6 Bảng D UEFA Euro 2024 | Hà Lan                  | 2–3      | Áo                                            | Berlin, Đức                                                                             |  |
| 18:00 CEST (UTC+2)               | - Gakpo 47' - Depay 75' | Chi tiết | - Malen 6' (l.n.) - Schmid 59' - Sabitzer 80' | Sân vận động: Olympiastadion Lượng khán giả: 68,363 Trọng tài: Ivan Kružliak (Slovakia) |  |

| 2 tháng 7 Vòng 16 đội UEFA Euro 2024 | România | 0–3      | Hà Lan                         | Munich, Đức                                                                      |  |
| 18:00 CEST (UTC+2)                   |         | Chi tiết | - Gakpo 20' - Malen 83', 90+3' | Sân vận động: Allianz Arena Lượng khán giả: 65,012 Trọng tài: Felix Zwayer (Đức) |  |

| 6 tháng 7 Tứ kết UEFA Euro 2024 | Hà Lan                            | 2–1      | Thổ Nhĩ Kỳ    | Berlin, Đức                                                                          |  |
| 21:00 CEST (UTC+2)              | - De Vrij 70' - Müldür 76' (l.n.) | Chi tiết | - Akaydin 35' | Sân vận động: Olympiastadion Lượng khán giả: 70,091 Trọng tài: Clément Turpin (Pháp) |  |

| 10 tháng 7 Bán kết UEFA Euro 2024 | Hà Lan      | 1–2      | Anh                                | Dortmund, Đức                                                                       |  |
| 21:00 CEST (UTC+2)                | - Simons 7' | Chi tiết | - Kane 18' (ph.đ.) - Watkins 90+1' | Sân vận động: Westfalenstadion Lượng khán giả: 60,926 Trọng tài: Felix Zwayer (Đức) |  |

| 7 tháng 9 UEFA Nations League 2024–25 | Hà Lan                                                                    | 5–2      | Bosna và Hercegovina        | Eindhoven, Hà Lan                                                                               |  |
| 20:45 CEST (UTC+02:00)                | - Zirkzee 13' - Reijnders 45+2' - Gakpo 56' - Weghorst 88' - Simons 90+2' | Chi tiết | - Demirović 27' - Džeko 73' | Sân vận động: Sân vận động Philips Lượng khán giả: 31,139 Trọng tài: Donatas Rumšas (Lithuania) |  |

| 10 tháng 9 UEFA Nations League 2024–25 | Hà Lan                        | 2–2      | Đức                         | Amsterdam, Hà Lan                                                                   |  |
| 20:45 CEST (UTC+02:00)                 | - Reijnders 2' - Dumfries 50' | Chi tiết | - Undav 38' - Kimmich 45+3' | Sân vận động: Johan Cruyff Arena Lượng khán giả: 50,109 Trọng tài: Davide Massa (Ý) |  |

| 11 tháng 10 UEFA Nations League 2024–25 | Hungary      | 1–1      | Hà Lan         | Budapest, Hungary                                                                      |  |
| 20:45 CEST (UTC+02:00)                  | - Sallai 32' | Chi tiết | - Dumfries 83' | Sân vận động: Puskás Aréna Lượng khán giả: 55,300 Trọng tài: Lukas Fähndrich (Thụy Sĩ) |  |

| 14 tháng 10 UEFA Nations League 2024–25 | Đức            | 1–0      | Hà Lan | Munich, Đức                                                                            |  |
| 20:45 CEST (UTC+02:00)                  | - Leweling 64' | Chi tiết |        | Sân vận động: Allianz Arena Lượng khán giả: 68,367 Trọng tài: Slavko Vinčić (Slovenia) |  |

| 16 tháng 11 UEFA Nations League 2024–25 | Hà Lan | v        | Hungary | Amsterdam, Hà Lan                |  |
| 20:45 CEST (UTC+01:00)                  |        | Chi tiết |         | Sân vận động: Johan Cruyff Arena |  |

| 19 tháng 11 UEFA Nations League 2024–25 | Bosna và Hercegovina | v        | Hà Lan | Bosna và Hercegovina |  |
| 20:45 CEST (UTC+01:00)                  |                      | Chi tiết |        | Sân vận động: TBD    |  |

## Cầu thủ
Đây là đội hình đã hoàn thành UEFA Nations League 2024–25.

Số liệu thống kê tính đến ngày 14 tháng 10 năm 2024 sau trận gặp Đức

| Số | VT | Cầu thủ                   | Ngày sinh (tuổi)  | Trận | Bàn | Câu lạc bộ             |
| -- | -- | ------------------------- | ----------------- | ---- | --- | ---------------------- |
|    | TM | Bart Verbruggen           | 18 tháng 8, 2002  | 17   | 0   | Brighton & Hove Albion |
|    | TM | Mark Flekken              | 13 tháng 6, 1993  | 7    | 0   | Brentford              |
|    | TM | Nick Olij                 | 1 tháng 8, 1995   | 0    | 0   | Sparta Rotterdam       |
|    |    |                           |                   |      |     |                        |
|    | HV | Virgil van Dijk (captain) | 8 tháng 7, 1991   | 77   | 9   | Liverpool              |
|    | HV | Stefan de Vrij            | 5 tháng 2, 1992   | 72   | 4   | Internazionale         |
|    | HV | Denzel Dumfries           | 18 tháng 4, 1996  | 62   | 8   | Internazionale         |
|    | HV | Nathan Aké                | 18 tháng 2, 1995  | 53   | 5   | Manchester City        |
|    | HV | Matthijs de Ligt          | 12 tháng 8, 1999  | 48   | 2   | Manchester United      |
|    | HV | Lutsharel Geertruida      | 18 tháng 7, 2000  | 14   | 0   | RB Leipzig             |
|    | HV | Micky van de Ven          | 19 tháng 4, 2001  | 10   | 0   | Tottenham Hotspur      |
|    | HV | Jeremie Frimpong          | 10 tháng 12, 2000 | 8    | 1   | Bayer Leverkusen       |
|    | HV | Jorrel Hato               | 7 tháng 3, 2006   | 3    | 0   | Ajax                   |
|    | HV | Jan Paul van Hecke        | 8 tháng 6, 2000   | 1    | 0   | Brighton & Hove Albion |
|    | HV | Ian Maatsen               | 10 tháng 3, 2002  | 0    | 0   | Aston Villa            |
|    |    |                           |                   |      |     |                        |
|    | TV | Tijjani Reijnders         | 29 tháng 7, 1998  | 19   | 3   | Milan                  |
|    | TV | Ryan Gravenberch          | 16 tháng 5, 2002  | 16   | 1   | Liverpool              |
|    | TV | Mats Wieffer              | 16 tháng 11, 1999 | 10   | 1   | Brighton & Hove Albion |
|    | TV | Guus Til                  | 22 tháng 12, 1997 | 6    | 1   | PSV Eindhoven          |
|    | TV | Quinten Timber            | 17 tháng 6, 2001  | 5    | 0   | Feyenoord              |
|    | TV | Kenneth Taylor            | 16 tháng 5, 2002  | 4    | 0   | Ajax                   |
|    |    |                           |                   |      |     |                        |
|    | TĐ | Wout Weghorst             | 7 tháng 8, 1992   | 41   | 13  | Ajax                   |
|    | TĐ | Donyell Malen             | 19 tháng 1, 1999  | 39   | 9   | Borussia Dortmund      |
|    | TĐ | Cody Gakpo                | 7 tháng 5, 1999   | 34   | 13  | Liverpool              |
|    | TĐ | Noa Lang                  | 17 tháng 6, 1999  | 10   | 2   | PSV Eindhoven          |
|    | TĐ | Brian Brobbey             | 1 tháng 2, 2002   | 6    | 0   | Ajax                   |
|    | TĐ | Joshua Zirkzee            | 22 tháng 5, 2001  | 5    | 1   | Manchester United      |
|    | TĐ | Justin Kluivert           | 5 tháng 5, 1999   | 2    | 0   | Bournemouth            |

### Triệu tập gần đây
Các cầu thủ được gọi lên trong vòng 12 tháng.
| Vt | Cầu thủ               | Ngày sinh (tuổi)  | Số trận | Bt | Câu lạc bộ      | Lần cuối triệu tập                            |
| --- | --------------------- | ----------------- | ------- | -- | --------------- | --------------------------------------------- |
| TM | Justin Bijlow         | 22 tháng 1, 1998  | 8       | 0  | Feyenoord       | v. Bosna và Hercegovina, 7 September 2024 PRE |
| |                       |                   |         |    |                 |                                               |
| HV | Jurriën Timber        | 17 tháng 6, 2001  | 17      | 0  | Arsenal         | v. Đức, 10 September 2024                     |
| HV | Jordan Teze           | 30 tháng 9, 1999  | 4       | 0  | Monaco          | v. Bosna và Hercegovina, 7 September 2024 PRE |
| HV | Daley Blind RET       | 9 tháng 3, 1990   | 108     | 3  | Girona          | UEFA Euro 2024                                |
| HV | Quilindschy Hartman   | 14 tháng 11, 2001 | 4       | 1  | Feyenoord       | v. Scotland, 22 March 2024 INJ                |
| |                       |                   |         |    |                 |                                               |
| TV | Xavi Simons           | 21 tháng 4, 2003  | 24      | 3  | RB Leipzig      | v. Đức, 14 October 2024                       |
| TV | Teun Koopmeiners      | 28 tháng 2, 1998  | 21      | 2  | Juventus        | v. Hungary, 11 October 2024 INJ               |
| TV | Jerdy Schouten        | 12 tháng 1, 1997  | 13      | 0  | PSV Eindhoven   | v. Đức, 10 September 2024                     |
| TV | Joey Veerman          | 19 tháng 11, 1998 | 16      | 1  | PSV Eindhoven   | v. Bosna và Hercegovina, 7 September 2024 PRE |
| TV | Georginio Wijnaldum   | 11 tháng 11, 1990 | 96      | 28 | Al-Ettifaq      | UEFA Euro 2024                                |
| TV | Frenkie de Jong       | 12 tháng 5, 1997  | 54      | 2  | Barcelona       | UEFA Euro 2024 INJ                            |
| TV | Marten de Roon        | 29 tháng 3, 1991  | 42      | 1  | Atalanta        | UEFA Euro 2024 PRE INJ                        |
| TV | Calvin Stengs         | 18 tháng 12, 1998 | 8       | 3  | Feyenoord       | v. Gibraltar, 21 November 2023                |
| |                       |                   |         |    |                 |                                               |
| TĐ | Steven Bergwijn       | 8 tháng 10, 1997  | 35      | 8  | Al-Ittihad      | v. Bosna và Hercegovina, 7 September 2024 PRE |
| TĐ | Crysencio Summerville | 30 tháng 10, 2001 | 0       | 0  | West Ham United | v. Bosna và Hercegovina, 7 September 2024 PRE |
| TĐ | Memphis Depay         | 13 tháng 2, 1994  | 98      | 46 | Corinthians     | UEFA Euro 2024                                |
| TĐ | Thijs Dallinga        | 3 tháng 8, 2000   | 1       | 0  | Bologna         | v. Gibraltar, 21 November 2023                |
| - SUS Bị cấm thi đấu. - INJ Rút lui vì chấn thương. - RET Từ giã đội tuyển. - PRE Chỉ nằm trong danh sách sơ bộ. |                       |                   |         |    |                 |                                               |

## Kỷ lục
Tính đến 10 tháng 7 năm 2024
Cầu thủ in đậm vẫn thi đấu cho đội tuyển quốc gia.

### Thi đấu nhiều nhất

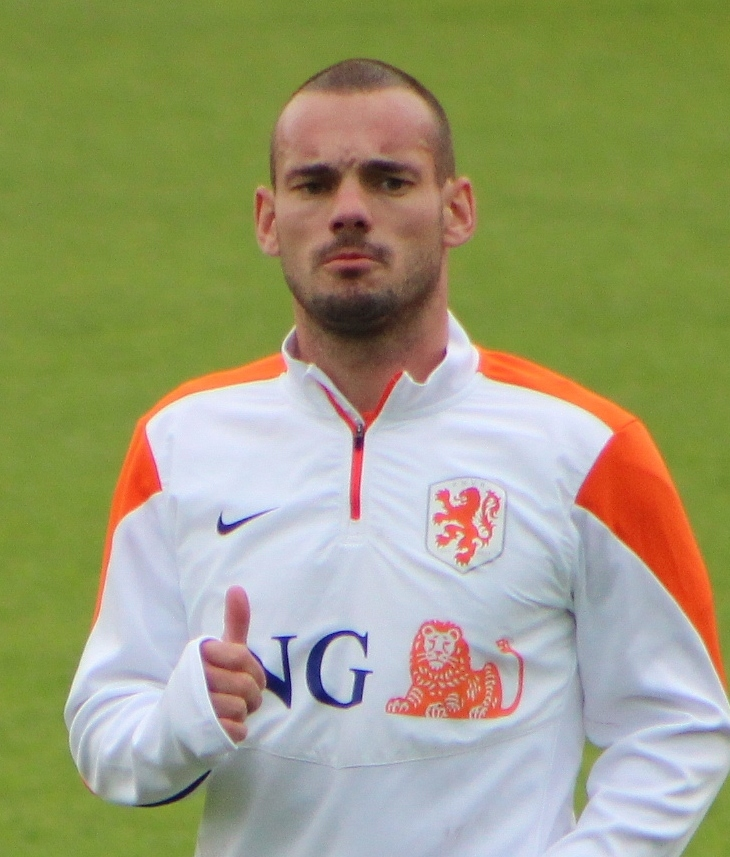
Wesley Sneijder là cầu thủ thi đấu nhiều nhất với 134 trận.

| #  | Cầu thủ                  | Trận | Bàn | Giai đoạn |
| -- | ------------------------ | ---- | --- | --------- |
| 1  | Wesley Sneijder          | 134  | 31  | 2003–2018 |
| 2  | Edwin van der Sar        | 130  | 0   | 1995–2008 |
| 3  | Frank de Boer            | 112  | 13  | 1990–2004 |
| 4  | Rafael van der Vaart     | 109  | 25  | 2001–2013 |
| 5  | Daley Blind              | 108  | 3   | 2013–     |
| 6  | Giovanni van Bronckhorst | 106  | 6   | 1996–2010 |
| 7  | Dirk Kuyt                | 104  | 24  | 2004–2014 |
| 8  | Robin van Persie         | 102  | 50  | 2005–2017 |
| 9  | Phillip Cocu             | 101  | 10  | 1996–2006 |
| 10 | Arjen Robben             | 96   | 37  | 2003–2017 |

### Ghi nhiều bàn nhất

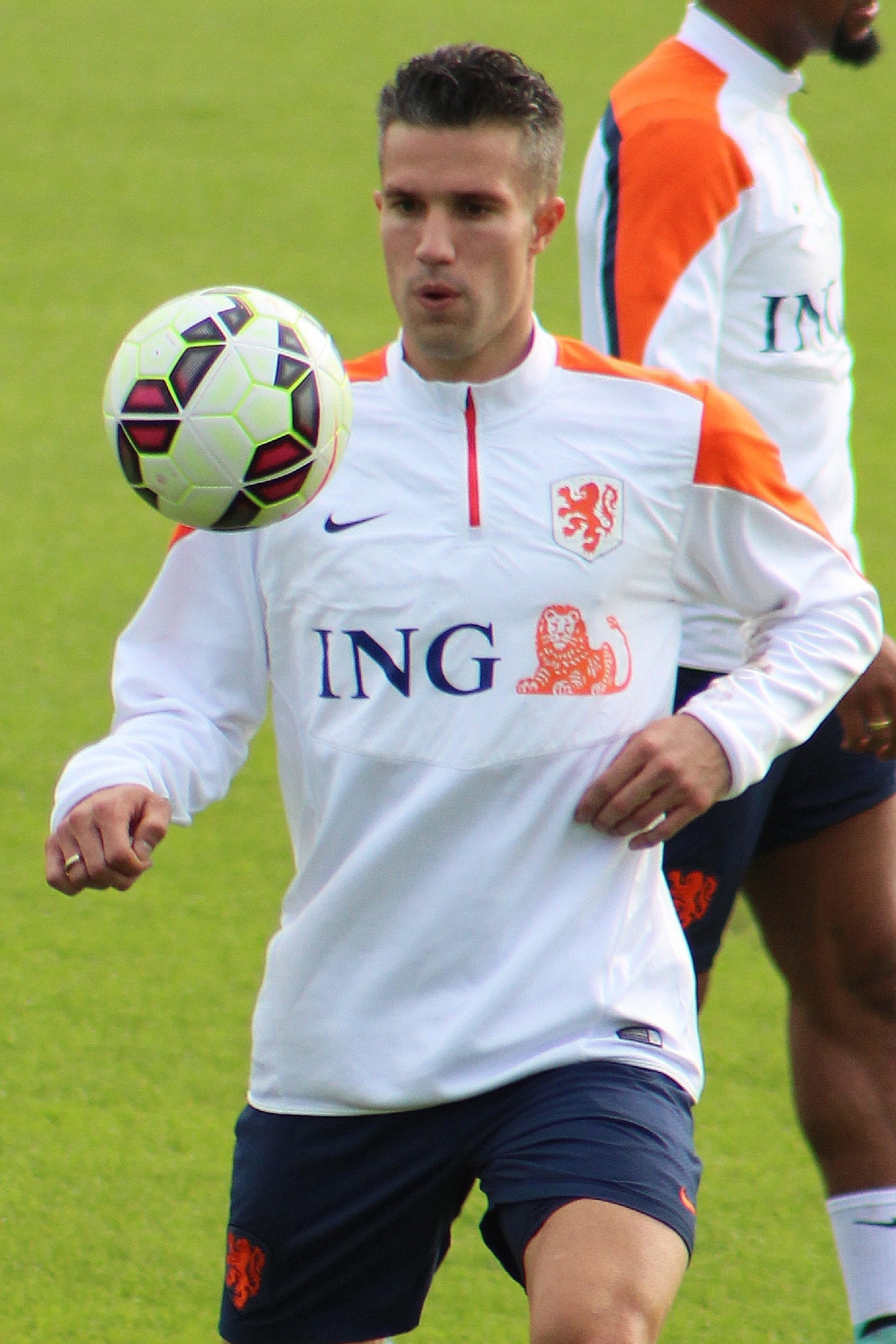
Robin van Persie là cầu thủ ghi bàn nhiều nhất với 50 bàn.

| # | Cầu thủ             | Bàn | Trận | Hiệu suất | Giai đoạn |
| - | ------------------- | --- | ---- | --------- | --------- |
| 1 | Robin van Persie    | 50  | 102  | 0.49      | 2005–2017 |
| 2 | Memphis Depay       | 46  | 98   | 0.47      | 2013–     |
| 3 | Klaas-Jan Huntelaar | 42  | 76   | 0.55      | 2006–2015 |
| 4 | Patrick Kluivert    | 40  | 79   | 0.51      | 1994–2004 |
| 5 | Dennis Bergkamp     | 37  | 79   | 0.47      | 1990–2000 |
| 5 | Arjen Robben        | 37  | 96   | 0.39      | 2003–2017 |
| 7 | Faas Wilkes         | 35  | 38   | 0.92      | 1946–1961 |
| 7 | Ruud van Nistelrooy | 35  | 70   | 0.5       | 1998–2011 |
| 9 | Abe Lenstra         | 33  | 47   | 0.7       | 1940–1959 |
| 9 | Johan Cruyff        | 33  | 48   | 0.69      | 1966–1977 |